# Érdemjószág
Érdemjószágnak, merit jószágnak vagy kívánatos jószágnak nevezzük azon javakat, amelyek fogyasztása kívánatos, ezért azok fogyasztását az államnak ösztönöznie kell. A fogyasztók nem tudnak megfelelően értékelni bizonyos javakat - többnyire információhiány miatt, ezért azok hasznosságát alábecsülik és nem hajlandók fizetni értük, nem vesznek elegendő mennyiséget és ezáltal csökken a keresletük. Ezek fogyasztását így hát ösztönözni kell, állami- és közösségi támogatással. A beavatkozás történhet a fogyasztásra való kötelezéssel (pl. kötelező oktatás), közvetett módon (pl. támogatásokkal), illetve ideiglenes jelleggel. Ezzel korlátozódik a fogyasztói szuverenitás és az a kérdésként merül fel, hogy ki lesz az, aki meghatározza e kívánatok termékek körét.
A piaci kudarcok léte is hatással van a kívánatos javak keresletére. Mivel a kulturális javak fogyasztása nemcsak azoknak jár haszonnal, akik e javakat megvásárolják, hanem pozitív externáliákkal bír azok számára is, akik nem fizettek érte, így ők is élvezhetik az előnyeit.